# 吉隆镇 (惠东县)
吉隆镇，是中华人民共和国广东省惠州市惠东县下辖的一个乡镇级行政单位。在稔平半島中心地帶。

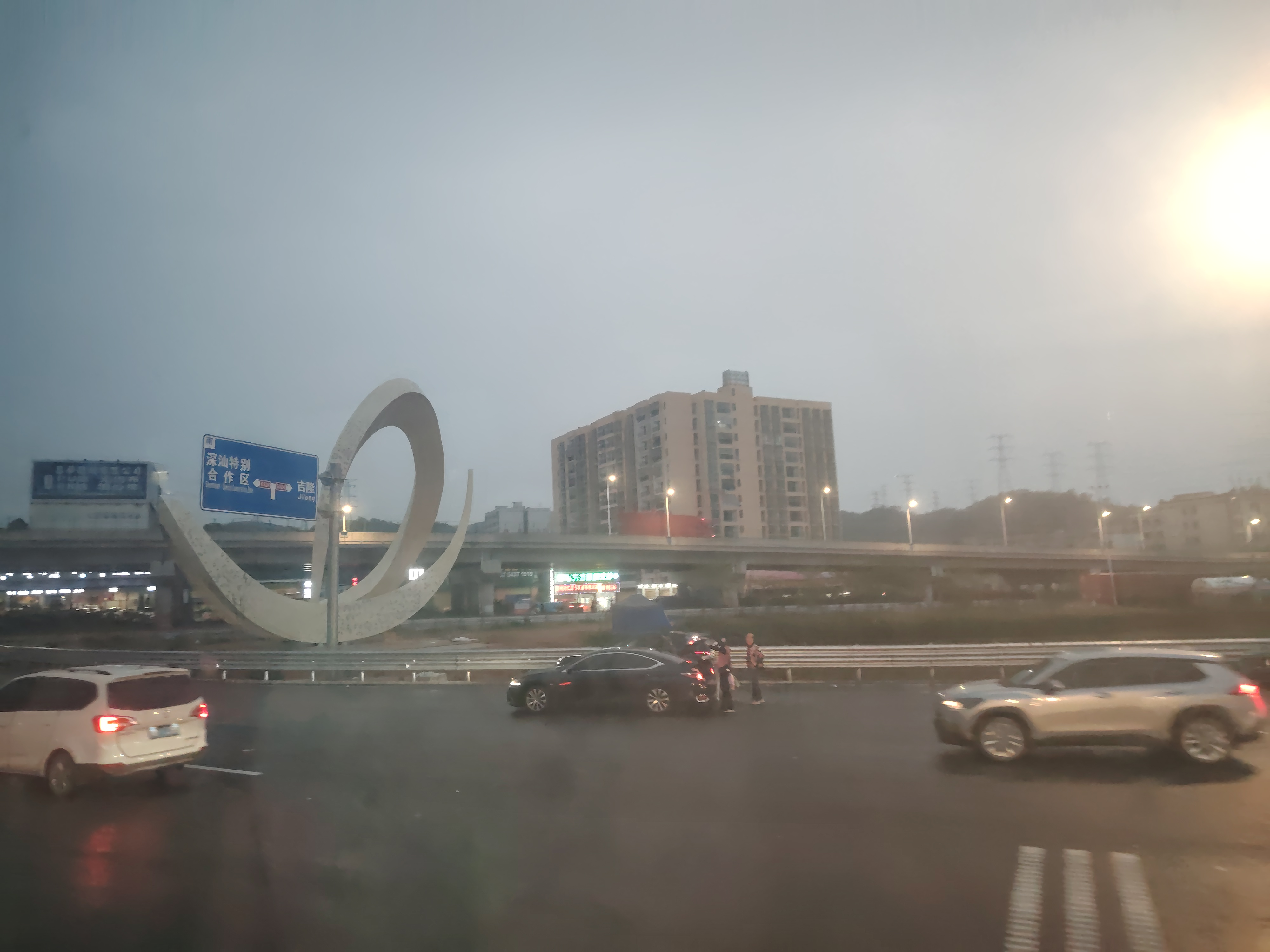
深汕高速公路白云仔立交，是吉隆镇以及邻近的深汕特别合作区的公路门户

據2019年消息，全镇面积125.3平方公里，总人口约14万多人（户籍人口4.2万人，外来人口约10万人），辖7个村民委员会、3个社区居民委员会。城镇建成面积8平方公里, 耕地面积1.97万亩, 林地面积13.6万亩，海岸线长16.8公里。

## 地理
吉隆河流经吉隆镇注入考洲洋。有吉隆自来水厂、吉埠自来水厂、吉江自来水厂日供水10万立方米。

## 行政区划
吉隆镇下辖以下地区：
吉隆社区、吉联村、轿岭村、汉塘村、平政村、大华村、埔仔村和招贤村。